# Trophée Yachine 2024
Navigation
Édition précédente Édition suivante
Le Trophée Yachine 2024 est la cinquième édition du Trophée Yachine. Organisé par le magazine France Football, il récompense le meilleur gardien de la saison 2023-2024. Au cours de la même cérémonie, il est également décerné le Ballon d'or pour le meilleur footballeur, le Ballon d'or féminin pour la meilleure footballeuse, le Trophée Kopa pour le meilleur jeune de moins de 21 ans ainsi que le trophée Gerd Müller du meilleur buteur, le prix du Club de l'année masculin et féminin, le prix Johan Cruyff de l'entraineur de l'année masculin et féminin et le prix Sócrates qui met à l'honneur l'engagement d'un footballeur ayant réalisé des actions solidaires et humanitaires.

## Trophée Yachine
Les dix nommés sont connus le 4 septembre 2024.
Emiliano Martinez reçoit le Trophée Yachine le 28 octobre. Ce trophée vient récompenser une saison 2023-2024 durant laquelle il a joué 62 matches pour 27 clean sheets dont les demi-finale de Conférence League et la finale de la Copa América 2024 qu'il a remportée et où il sera élu meilleur gardien de la compétition.
Le jury est constitué de 100 journalistes du Top 100 au classement FIFA (un par pays), ceux-ci compose un podium parmi les 10 nommés, le premier reçoit 5 points, 3 points pour le deuxième et 1 point pour le troisième
| Rang | Joueur               | Âge    | Statistiques (2023-2024) | Statistiques (2023-2024) | Statistiques (2023-2024) | Club              | Sélection nationale | Points | % |
| Rang | Joueur               | Âge    | Matches                  | Clean Sheet              | Buts Encaissés           | Club              | Sélection nationale | Points | % |
| ---- | -------------------- | ------ | ------------------------ | ------------------------ | ------------------------ | ----------------- | ------------------- | ------ | - |
| 1    | Emiliano Martinez    | 32 ans | 62                       | 27                       | 62                       | Aston Villa       | Argentine           |        |   |
| 2    | Unai Simon           | 27 ans | 49                       | 23                       | 41                       | Athletic Bilbao   | Espagne             |        |   |
| 3    | Andriy Lunin         | 25 ans | 35                       | 13                       | 40                       | Real Madrid       | Ukraine             |        |   |
| 4    | Gianluigi Donnarumma | 25 ans | 54                       | 19                       | 44                       | Paris SG          | Italie              |        |   |
| 5    | Mike Maignan         | 29 ans | 56                       | 23                       | 60                       | AC Milan          | France              |        |   |
| 6    | Yann Sommer          | 35 ans | 54                       | 27                       | 28                       | Inter Milan       | Suisse              |        |   |
| 7    | Giorgi Mamardashvili | 24 ans | 49                       | 17                       | 50                       | Valencia CF       | Géorgie             |        |   |
| 8    | Diogo Costa          | 24 ans | 58                       | 27                       | 45                       | FC Porto          | Portugal            |        |   |
| 9    | Ronwen Williams      | 32 ans | 59                       | 35                       | 28                       | Mamelodi Sundowns | Afrique du Sud      |        |   |
| 10   | Gregor Köbel         | 26 ans | 42                       | 14                       | 47                       | Borussia Dortmund | Suisse              |        |   |

## Cérémonie
La cérémonie se déroule au Théâtre du Châtelet à Paris le 28 octobre 2024.